# Louis Rosenveldt
Louis Frederik Johannes Rosenveldt (Rotterdam, 15 februari 1798 - aldaar, 21 juli 1867) was een Nederlands acteur  en schouwburgdirecteur. 

## Levensloop
Hij was een zoon van de befaamde komiek Frits Rosenveldt en diens tweede vrouw Engelina Winzel. Toen zijn vader in 1813 door de Franse autoriteiten gearresteerd werd en naar Frankrijk werd afgevoerd, reisde de vijftienjarige Louis hem na, met de bedoeling zijn vader te bevrijden. Hij nam in Frankrijk dienst bij het kersverse Nederlandse leger en schopte het tot sergeant-majoor.
Louis Rosenveldt werd een bekend acteur. Hij speelde net als zijn vader met veel succes Sancho Panza in het toneelstuk "Don Quichot op de Bruiloft van Kamacho" van Pieter Langendijk. Door zijn populariteit kreeg hij de eretitel "Eerste Komiek van de Koninklijke Schouwburg". Hij vormde eigen toneelgezelschappen, zoals de Nederduitse Tonelisten. Rond 1850 was hij "directeur der schouwburgen in Gelderland en Overijssel". Daarna speelde hij bij het ambulante gezelschap van Anton Peters. In 1865 nam Rosenveldts zoon Louis Bouwmeester de leiding van het familiegezelschap over. 
Begin maart 1867 trad Rosenveldt nog op als "Flink" in Klaasje Zevenster naar het boek van Jacob van Lennep. Hij overleed op 69-jarige leeftijd in zijn geboortestad Rotterdam.

## Nageslacht
Louis Rosenveldt heeft een uitgebreid nageslacht nagelaten. Hij stimuleerde dat al zijn kinderen ook acteurs werden. Uit zijn nageslacht ontstond een heuse  theaterdynastie, die naar de bekendste nazaten meestal "de Bouwmeesters" genoemd wordt.
Hij trouwde in 1823 te Amsterdam met zijn nicht Susanna Wilhelmina Lambotte (1803-1891), dochter van de acteur Simon Lambertus Lambotte. Uit dit huwelijk werden geboren:
- Willem Rosenveldt (1824-1871), acteur
- Jacoba Rosenveldt (1825-1901), actrice

Het huwelijk met Susanna Lambotte werd nooit ontbonden, waarschijnlijk omdat zij Rooms-katholiek was.
Rond 1836 kreeg Rosenveldt een relatie met Lijsje Maria Elisabeth Vink (1811-1891). Uit deze relatie werd onder andere geboren:
- Louis Moor (1837-1931), acteur[7]

Daarna kreeg hij een relatie met de actrice Louisa Bouwmeester (1818-1865), die tot haar dood zou standhouden. De kinderen uit deze relatie kregen haar achternaam:
- Louis Bouwmeester (1842-1925), acteur
- Louise Bouwmeester (1846-1922), actrice
- Frits Bouwmeester sr. (1848-1906), acteur
- Theo Mann-Bouwmeester (1850-1939), actrice